# Ulrich Vinzents
Ulrich Vig Vinzents (n. Ringsted, Dinamarca, 4 de noviembre de 1976) y es un futbolista danés. Juega de defensa y actualmente milita en el Malmö FF de la Allsvenskan de Suecia, equipo del cual es actualmente el capitán.

## Clubes
| Club            | País      | Año           |
| --------------- | --------- | ------------- |
| Lyngby BK       | Dinamarca | 1994 - 1995   |
| Køge BK         | Dinamarca | 1995 - 1998   |
| Lyngby BK       | Dinamarca | 1998-2001     |
| FC Nordsjælland | Dinamarca | 2001-2004     |
| Odense BK       | Dinamarca | 2004-2006     |
| Malmö FF        | Suecia    | 2006-presente |